# Hipposideros ridleyi
Hipposideros ridleyi (Robinson & Kloss, 1911) è un pipistrello della famiglia degli Ipposideridi diffuso nell'Ecozona orientale.

## Descrizione

### Dimensioni
Pipistrello di medie dimensioni, con la lunghezza dell'avambraccio tra 47 e 51 mm, la lunghezza della coda tra 25 e 29 mm, la lunghezza delle orecchie tra 25 e 30 mm e un peso fino a 12 g.

### Aspetto
Il colore generale del corpo è marrone scuro. Le orecchie sono molto grandi, larghe, triangolari, con la punta smussata e una piega ben sviluppata sul lobo antitragale. La foglia nasale presenta una porzione anteriore larga, che copre interamente il muso e priva di fogliette supplementari, un setto nasale largo, di forma discoidale e che copre parzialmente le narici, una porzione intermedia ben sviluppata e con una protuberanza centrale, una porzione posteriore elevata, con il margine superiore semi-circolare e provvista di tre setti verticali che la dividono in quattro profonde celle. Nei maschi è presente una sacca golare. La coda è lunga e si estende leggermente oltre l'ampio uropatagio. Il primo premolare superiore è piccolo e situato lungo la linea alveolare. 

### Ecolocazione
Emette ultrasuoni ad alto ciclo di lavoro sotto forma di impulsi a frequenza costante di 65–67 kHz.

## Biologia

### Comportamento
Si rifugia in piccoli gruppi fino a 15 esemplari, formati da alcuni maschi, una o due femmine con i loro piccoli, nei canali d'irrigazione, in tronchi abbattuti o nelle cavità degli alberi.

### Alimentazione
Si nutre di insetti.

### Riproduzione
In Thailandia gli accoppiamenti avvengono a fine febbraio, mentre femmine che allattavano sono state osservate in aprile e maggio nella Penisola malese ed a luglio nel Borneo.

## Distribuzione e habitat
Questa specie è diffusa nell'estrema parte meridionale della Thailandia peninsulare, nella Penisola malese e nel Borneo settentrionale e sud-occidentale.
Vive nelle foreste di Dipterocarpi fino a 100 metri di altitudine.

## Conservazione
La IUCN Red List, considerato il declino della popolazione stimato in non più del 30% negli ultimi 10 anni a causa della distruzione e degrado del proprio habitat, classifica H.ridleyi come specie vulnerabile (VU).